# Петринци
Петринци (словен. Petrinci) су насељено место у општини Содражица, регија Југоисточна Словенија, Словенија.

## Историја
До територијалне реорганизације у Словенији били су у саставу старе општине Рибница.

## Становништво
У попису становништва из 2011. године, Петринци су имали 29 становника.
| Број становника према пописима | Број становника према пописима | Број становника према пописима |
| ------------------------------ | ------------------------------ | ------------------------------ |
| 1991                           | 2002                           | 2011                           |
| 43                             | 32                             | 29                             |

## Галерија
- Гора, римокатоличка црква "Марија Снежна"
- унутрашњост цркве
- крст на Гори